# Октябрьское (Курганская область)
Октябрьское — село в Петуховском районе Курганской области. Входит в состав Октябрьского сельсовета.

## История
Основано в 1943 году как центральная усадьба Петуховского птицесовхоза.

## Население
| 1989 | 2002  | 2010 |
| ---- | ----- | ---- |
| 1048 | ↘1014 | ↘909 |

Национальный состав
Согласно результатам Всероссийской переписи населения 2002 года, в национальной структуре населения русские составляли 96 %.